# アルベルト・ボティア
アルベルト・トマス・ボティア・ラバスコ（Alberto Tomás Botía Rabasco, 1989年1月27日 - ）は、スペイン・ムルシア出身のサッカー選手。ポジションはディフェンダー。

## 経歴
2008-09シーズンはFCバルセロナの下部組織であるFCバルセロナ・アトレティックの守備の要として活躍し、シーズン中盤以降は怪我人の相次いだトップチームへ度々招集された。2009年7月14日、スポルティング・ヒホンにレンタル移籍した。2009-10シーズンはリーグ戦26試合に出場し、マヌエル・プレシアード監督の下で残留に貢献した。
2010年6月18日、買取オプションを行使してヒホンに完全移籍した。DFラインの中心としてプレーしていたが、ヒホンの2部降格に伴い2012年8月11日にセビージャFCに移籍した。
2014年7月31日、ギリシャ・スーパーリーグのオリンピアコスFCへ移籍。
2018年6月26日、サウジアラビア・プロフェッショナルリーグのアル・ヒラルへ移籍。

## タイトル

### クラブ
バルセロナ
- リーガ・エスパニョーラ : 2008-09
- コパ・デル・レイ : 2008-09
- UEFAチャンピオンズリーグ : 2008-09

オリンピアコス
- ギリシャ・スーパーリーグ : 2014-15, 2015-16, 2016-17
- キペロ・エラーダス : 2014-15

アル・ヒラル
- サウジ・スーパーカップ : 2017

### 代表
U-20スペイン代表
- 地中海競技大会 : 2009

## 私生活
2017年よりギリシャ人歌手のエレニ・フレイラと交際しており、2023年に息子が生まれた。